# UFC 207
UFC 207: Nunes vs. Rousey fue un evento de artes marciales mixtas organizado por Ultimate Fighting Championship que se llevó a cabo el 30 de diciembre de 2016 en el T-Mobile Arena en Paradise, Nevada.

## Historia
El evento fue encabezado por el combate por el Campeonato de Peso Gallo Femenino entre la campeona actual Amanda Nunes y la excampeona Ronda Rousey.
El evento coestelar contó con un combate por el Campeonato de Peso Gallo de UFC entre el campeón Dominick Cruz y Cody Garbrandt.
Se esperaba una pelea entre los excampeones de peso pesado de UFC Fabrício Werdum y Caín Velásquez sea vea en el evento. El primer combate tuvo lugar previamente en junio de 2015 en UFC 188, con el entonces campeón Werdum unificando el título, ya que ganó la pelea a través de sumisión en la tercera ronda. Pero pocos días antes del evento se anunció que Caín no pasó las pruebas médicas necesarias y el combate fue retirado de la tarjeta.
Otro combate por título incluye un combate entre gallos entre el campeón anterior T.J. Dillashaw y John Lineker.
Se esperaba que Matt Brown se enfrentara al excampeón de peso wélter por el Strikeforce Welterweight championship contra el campeón Tarec Saffiedine en el evento. Sin embargo, Brown fue retirado de la pelea el 11 de noviembre contra el excampeón de peso ligero UFC y retador Donald Cerrone tres semanas antes en UFC 206. Saffiedine se enfrentará ahora a Dong Hyun Kim.
Maryna Moroz fue ligada muy brevemente a una lucha con Jéssica Andrade en el evento. El 7 de diciembre Moroz fue reemplazada Angela Hill. Hill fue descartada para pelear en UFC 207 debido a una regla en la política antidopaje de la UFC con USADA. Posteriormente, los oficiales de promoción no han determinado si intentan o no buscar un reemplazo para enfrentar a Andrade, o reprogramarla para otro evento.